# Jacob Artist
Jacob Artist (Buffalo, 17 ottobre 1992) è un attore e ballerino statunitense.
Ha partecipato alla serie Glee nella quarta stagione come Jake Puckerman, il fratellastro di Noah Puckerman.

## Biografia
Nasce a Buffalo, New York da Darrell e Judith Artist. Suo padre è afroamericano mentre sua madre è di origine polacca. Ha una sorella minore, Jenna.
Ha iniziato a ballare all'età di cinque anni al "David DeMarie Dance Studios"  ed è un esperto di jazz, hip hop, tip tap e competizioni di ballo. Quando ha compiuto undici anni, ha capito che la danza era quello che amava e voleva fare. Durante il liceo, ha ballato con il "Dance Project Infinity", e ha partecipato alla scuola di danza estiva di Chautauqua Institution. Ha iniziato a prendere lezioni di canto attraverso la Scuola di Musica della Comunità a Buffalo. è stato nominato "Teen Dancer of the Year" alle Finali dell'American Dance nel 2007 e Senior Mr. Onstage of NY alle finali di Onstage NY nel 2009.
Si è diplomato nel 2010 alla Williamsville South, fece un provino per la Juilliard di NY e fu preso.
Ha iniziato a recitare all'età di quindici anni. Si è trasferito a Los Angeles con suo padre, quando aveva solo diciassette anni. Artist ha iniziato la sua carriera di attore professionista nel 2011 con un episodio di Bucket and Skinner's Epic Adventures. Altre apparizioni televisive comprendono, Melissa & Joey, How to Rock e il film TV Laguna blu - Il risveglio. Il suo manager lo ingaggiò per un provino per Glee e andò a cantare per il direttore del casting. Egli ha dichiarato che prima della sua audizione non aveva mai fatto una performance di canto. Ha ricevuto un callback dove doveva cantare e recitare, poi pochi giorni dopo, ha scoperto che stava per esibirsi davanti a Ryan Murphy ed i dirigenti della Fox.
Nel 2013 recita al fianco di Shailene Woodley in White Bird.
Nel 2015 entra a far parte del cast di Quantico, con il ruolo ricorrente di Brandon Fletcher.

## Filmografia

### Cinema
- After the Dark, regia di John Huddles (2013)
- White Bird (White Bird in a Blizzard), regia di Gregg Araki (2014)
- Blood Money - A qualsiasi costo (Blood Money), regia di Lucky Mckee (2017)
- Haunting on Fraternity Row, regia di Brant Sersen (2018)

### Televisione
- Bucket and Skinner's Epic Adventures – serie TV, 1 episodio (2011)
- How to Rock – serie TV, 2 episodi (2012)
- Laguna blu - Il risveglio (Blue Lagoon: The Awakening) – film TV, regia di Mikael Salomon (2012)
- Melissa & Joey – serie TV, 1 episodio (2012)
- Glee – serie TV, 36 episodi (2012-2015)
- Quantico – serie TV, 12 episodi (2015-2016)
- American Horror Story – serie TV, episodio 6x09 (2016)
- The Arrangement - serie TV, 6 episodi (2018)
- Now Apocalypse - serie TV, 4 episodi (2019)

## Doppiatori italiani
Nelle versioni in italiano delle opere in cui ha recitato, Jacob Artist è stato doppiato da:
- Daniele Raffaeli in Glee
- Manuel Meli in White Bird
- Sacha Pilara in Quantico
- Gianluca Cortesi in Blood Money - A qualsiasi costo